# ديني براون
ديني براون (بالإنجليزية: Denny Brown)‏ هو مصارع محترف أمريكي، ولد في 10 يناير 1956 في هونولولو في الولايات المتحدة.

## وصلات خارجية
- ديني براون على موقع CageMatch worker (الإنجليزية)

- ديني براون على موقع IMDb (الإنجليزية)
- ديني براون على موقع قاعدة بيانات الفيلم (الإنجليزية)